# Пећина
Пећина, спиља или спила, представља подземну просторију у Земљиној кори, насталу природним процесима. Пећине настале у красу су обликоване хемијским и механичким деловањем воде. Осим у тим стенама пећине настају и у наслагама гипса, соли, магматским стенама, конгломератима, бречама па чак и леду. Реч пећина се такође може односити на знатно мање отворе као што су морске пећине, окапине, и гротови, иако је строго говорећи пећина егзогена, што значи да је дубља од ширине свог отвара, а окапине су ендогене.
Основни делови пећина су улаз, канал и дворана. Канал је издужени отвор, а дворана је пространија шупљина најчешће настала ширењем подземних канала. Истраживањем пећина се бави спелеологија, а истраживачи пећина су спелеолози. У Србији су предоминантне пећине у крашком рељефу, с обзиром да је карст веома заступљен.
Некомплетни број пећина у свету износи 2424, од тога 1075 је дубљих од 300 метара а 1628 дужих од 3 км. Према државама пописано их је. Албанија 4; Алжир 6; Аргентина 1; Аустралија, 30; Аустрија, 119; Бахами, 1; Белгија 7; Белизе, 9; Бермуда, 1; Боливија 1; Босна и Херцеговина, 1; Бразил 24; Бугарска 23; Канада, 21; Кина, 10; Колумбија 2; Костарика 1; Хрватска 30; Куба, 17; Чешка 4; Еквадор 1; Етиопија 2; Француска 448; Француска/Шпанија 2; Арменија 1; Грузија 36; Русија 35; Туркменистан 3; Украјина 14; Украјина/Молдавија 1; Узбекистан 7; Немачка 27; Грчка 11; Гватемала 6; Хондурас 1; Мађарска 9; Мађарска/Словачка 1; Исланд 1; Индија 5; Индонезија 7; Иран 1; Ирска 8; Италија 236; Јамајка 7; Јапан 19; Кенија 1; Лаос 4; Либанон 6; Либија 3; Луксембург 1; Мадагаскар 14; Малезија 10; Мексико 232; Црна Гора 3; Мароко 7; Намибија 1; Непал 1; Нова Каледонија 3; Папуа Нова Гвинеја 17; Нови Зеланд 38; Норвешка 10; Оман 1; Пакистан 1; Перу 3; Филипини 9; Пољска 11; Португал 2; Порторико 3; Доминиканска Република 3; Румунија 43; Јужна Кореја 4; Словачка 10; Словенија 39; Јужноафричка Република 8; Шпанија 138; Шведска 2; Швајцарска 55; Сирија 1; Танзанија 2; Тајланд 7; Тунис 1; Турска 24; Уједињено Краљевство 41; САД 439; Венецуела 14; Вијетнам 7; ДР Конго 2; Зимбабве

## Подела пећина
Пећине се могу дефинисати и као дугачки и често веома разгранати подземни, хоризонтални или благо нагнути, канали који се пружају дубоко у унутрашњост кречњачких маса. Постоје и примери пећина са стрмим каналима.
Зависно од тога да ли у пећинама постоји речни ток или не, оне се могу поделити на речне и суве.
Речне пећине су, у морфолошком и хидрографском погледу, најзначајнији облици у унутрашњости кречњачких маса. Кроз њих, компликованим системима подземних канала, теку праве „пећинске реке”. У великом броју случајева ове реке су разгранате попут површинских подземних токова. Пећинске реке могу отицати слободно-гравитационо, под деловањем Земљине гравитације или асцедентно, под утицајем хидростатичког притиска.
Према хидрографској функцији речне пећине деле се на понорске и сифонске. Понорске пећине представљају или су представљале поноре површинских водених токова (понорница) док сифонске представљају пећинске канале кроз које избијају или су некад избијали подземни водени токови на површину у виду врела. Примери оваквих пећина у Србији су понорска пећина Пандирало, понор Сврљишког Тимока и сифонска пећина Гаура Фундоњ, код села Подгорца, на источним падинама Кучаја.
У природи се срећу случајеви комбинације понорске и сифонске пећине. Овакве комбинације називају се тунелским пећинама. Пример тунелске пећине у Србији је Велика пећина, код села Дубоке, у близини Кучева.
У зависности од режима воденог тока речне пећине деле се на сталне и периодске речне пећине.
Суве пећине сачињава мрежа пећинских канала који су стално ван хидрографске функције. Према броју отвора оне се могу поделити на „затворене” и суве тунелске пећине. Морфолошко-хидролошка еволуција ових пећина, кроз које више не протичу речни токови, везана је за рад воде прокапнице и за процес обурвавања пећинских таваница. Корозивним деловањем воде прокапнице (понируће воде од атмосферских падавина) шире се пукотине на таваницама пећине и оне нарастају у висину. Рад воде прокапнице је и акумулативан. Акумулативан рад манифестује се у стварању пећинског накита. Примери сувих пећина су Преконошка пећина (у Сврљишким планинама), Велика Атула на Бељаници, Владикине плоче у долини Височице итд. Суве пећине представљају далеко одмакли стадијум морфолошко-хидролошке еволуције пећина и краса уопште.
Пећине чији се канали налазе на различитим нивоима могу имати канале који су суви и канале кроз које протиче вода. Пример такве пећине је Влашка пећина у долини Ресаве.
Праве пећине се према разгранатости пећинских канала деле на:
- просте и
- сложене.

Просте пећине имају један мање-више једноставан канал чије пружање у унутрашњости кречњачке масе може бити знатно. Пример просте пећине са знатном дужином канала (1 458 m) је Дудићева пећина у Источној Србији. Ободска пећина у изворишту Ријеке Црнојевића такође је пример просте пећине.
Сложене пећине имају разгранате системе подземних канала који се међусобно преплићу на различите начине. Канали ових пећина могу бити распоређени у различитим нивоима, у виду спратова. Примери сложених пећина су Злотска и Цанетова. Злотска пећина има 10 канала дужине 1 560 m. Цанетова пећина, у долини Замне, је краћа иако се одликује већим бројем канала (18 канала дужине 424 m).

## Типови формација
Формирање и развој пећина је познато као спелеогенеза; може трајати више милиона година. Пећине могу бити у широком опсегу величина и формиране су различитим геолошким процесима. То може укључивати комбинацију хемијских процеса, ерозију водом, тектонске силе, микроорганизме, притисак и атмосферске утицаје. Технике изотопског датирања могу се применити на пећинске седименте, да би се одредио временски оквир геолошких догађаја који су формирали и обликовали данашње пећине.
Процењује се да пећина не може бити више од 3.000 m (9.800 ft) вертикално испод површине због притиска стена изнад. Ово, међутим, не намеће максималну дубину за пећину која се мери од њеног највишег улаза до њене најниже тачке, пошто количина стене изнад најниже тачке зависи од топографије пејзажа изнад ње. За крашке пећине максимална дубина се одређује на основу доње границе крашких процеса, која се поклапа са основом растворљивих карбонатних стена. Већина пећина се формира у кречњаку растварањем.
Пећине се могу класификовати и на разне друге начине, укључујући контраст између активног и реликтног: активне пећине имају воду која тече кроз њих; реликтне пећине немају, иако се у њима може задржати вода. Типови активних пећина укључују уливне пећине („у које поток понире“), изливне пећине („из којих поток излази“) и пролазне пећине („кроз које поток пролази“).

### Пећине настале растварањем
Пећине настале растварањем или крашке пећине су најчешће пећине. Такве пећине се формирају у стени која је растворљива; већина се јавља у кречњаку, али се могу формирати и у другим стенама укључујући креду, доломит, мермер, со и гипс. Камен се раствара природном киселином у подземној води која продире кроз слојеве, раседе, спојеве и сличне карактеристике. Временом се пукотине повећавају и постају пећине и пећински системи.
Делови ових пећина који се налазе испод нивоа воде или локалног нивоа подземних вода биће поплављени.
Верује се да су пећина Лечугуила у Новом Мексику и оближња пећина Карлсбад примери још једне врсте пећина насталих растварањем. Оне су настали услед гаса H2S (водоник сулфид) који се диже одоздо, где резервоари нафте испуштају сумпорна испарења. Овај гас се меша са подземном водом и формира H2SO4 (сумпорну киселину). Киселина затим раствара кречњак одоздо, а не одозго, киселом водом која цури са површине.

### Примарне пећине
Пећине настале у исто време када и околна стена називају се примарним пећинама.
Цеви лаве се формирају вулканском активношћу и оне су најчешће примарне пећине. Док лава тече низбрдо, њена површина се хлади и учвршћује. Врућа течна лава наставља да тече испод те коре, а ако њен већи део исцури, остаје шупља цев. Такве пећине се могу наћи на Канарским острвима, Јеју-доу, базалтним равницама источног Ајдаха и на другим местима. Пећина Казумура близу Хила, Хаваји је изузетно дуга и дубока цев од лаве; дуга је 65,6 km long (40,8 mi).
Пећине од лаве укључују, али нису ограничене на лава цеви. Друге пећине настале вулканском активношћу укључују пукотине, калупе лаве, отворене вертикалне водове, инфлаторне, између осталог.

### Пећине пукотина
Пећине пукотина настају када се слојеви растворљивих минерала, као што је гипс, растварају између слојева мање растворљивих стена. Ове стене се ломе и урушавају у камене блокове.

### Талусне пећине
Талусне пећине су формиране отворима међу великим громадама које су пале у насумичне гомиле, често у подножју литица. Ове нестабилне наслаге се називају талус или скри и могу бити подложне честим одронима камења и земље.

### Анхијалинске
Анхијалинске пећине су пећине, обично приморске, које садрже мешавину слатке и слане воде (обично морске). Јављају се у многим деловима света и често садрже високо специјализовану и ендемску фауну.